# Sunwheel Dance
| Recensione              | Giudizio      |
| ----------------------- | ------------- |
| AllMusic                | [ 1 ]         |
| Sputnikmusic            | 2.5 (Average) |
| Piero Scaruffi          | [ 3 ]         |
| Dizionario del Pop-Rock | [ 4 ]         |
| 24.000 dischi           | [ 5 ]         |

Sunwheel Dance è il terzo album di Bruce Cockburn, pubblicato dalla True North Records nel 1972.

## Tracce
Lato A
Testi e musiche di Bruce Cockburn.
1. My Lady and My Lord – 2:15
2. Feet Fall on the Road – 2:41
3. Fall – 2:58
4. Sunwheel Dance – 1:42
5. Up on the Hillside – 3:00
6. Life Will Open – 4:06

Lato B
Testi e musiche di Bruce Cockburn.
1. It's Going Down Slow – 3:35
2. When the Sun Falls – 2:21
3. He Came from the Mountain – 3:12
4. Dialogue with the Devil (or "Why Don't We Celebrate") – 6:20
5. For the Birds – 2:14

Edizione CD del 2005, pubblicato dalla True North Records (TND 345)
Testi e musiche di Bruce Cockburn.
1. My Lady and My Lord – 2:16
2. Feet Fall on the Road – 2:40
3. Fall – 2:59
4. Sunwheel Dance – 1:43
5. Up on the Hillside – 2:48
6. Life Will Open – 4:08
7. It's Going Down Slow – 3:32
8. When the Sun Falls – 2:27
9. He Came from the Mountain – 3:13
10. Dialogue with the Devil (or "Why Don't We Celebrate") – 6:20
11. For the Birds – 2:16
12. Morning Hymn – 2:36 – Bonus Track
13. My Lady and My Lord – 2:19 – Bonus Track

## Musicisti
- Bruce Cockburn - chitarra acustica, dulcimer, mandolino, armonica, chitarra bottle-neck, pianoforte
- Bruce Cockburn - chitarra elettrica (brano: It's Going Down Slow)
- Eugene Martynec - chitarra elettrica (brano: Feet Fall on the Road)
- Eugene Martynec - pianoforte, electronics (brano: Fall)
- Trisha Cullen - accordion
- Ian Guenther - violino
- Carol Marshall - violoncello
- Eric Nagler - jaw harp
- Dennis Pendrith - basso
- John Savage - batteria
- Michael Ferry - accompagnamento vocale, cori (brano: For the Birds)
- Anne Scarlett - accompagnamento vocale, cori (brano: For the Birds)
- Mose Scarlett - accompagnamento vocale, cori (brano: For the Birds)
- Eric Nagler - accompagnamento vocale, cori (brano: For the Birds)
- Marty Nagler - accompagnamento vocale, cori (brano: For the Birds)

Note aggiuntive
- Eugene Martynec - produttore (per la True North Productions)
- Registrazioni (e mixaggio) effettuate fra la metà del mese di settembre e la metà del mese di dicembre 1971 al Thunder Sound di Toronto (Canada)
- Bill Seddon - ingegnere delle registrazioni
- Bert Schoales - design e fotografia copertina[8]